# Série mondiale 1903

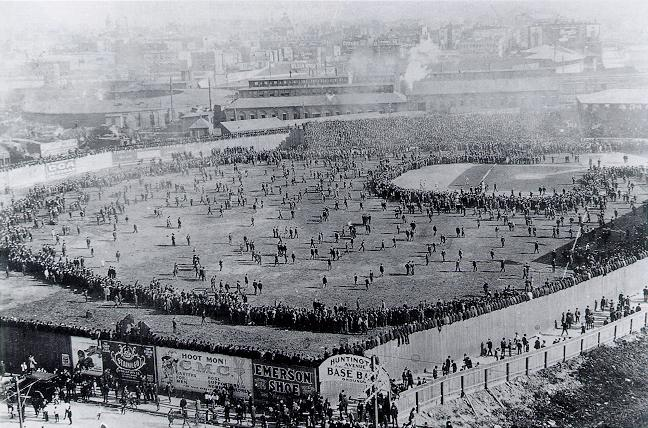
La foule envahissant le terrain à l'issue de la troisième partie de la série mondiale de 1903.

La série mondiale 1903 est la 1re série finale des ligues majeures de baseball modernes, soit le regroupement de la ligue nationale et la ligue américaine nouvellement fondée. Elle s'est déroulée du 1er au 13 octobre et a vu s'affronter les Américains de Boston, vainqueurs de la ligue américaine, aux Pirates de Pittsburgh, vainqueurs de la ligue nationale.
Elle s'est achevée par la victoire de Boston, à l'issue de la huitième partie au Huntington Avenue Grounds, Boston battant Pittsburgh cinq parties à trois.